# 1923 en Ontario
Chronologie de l'Ontario
- 1919
- 1920
- 1921
- 1922
- 1923
- 1924
- 1925
- 1926
- 1927

Cette page concerne des événements d'actualité qui se sont produits durant l'année 1923 dans la province canadienne de l'Ontario.

## Politique

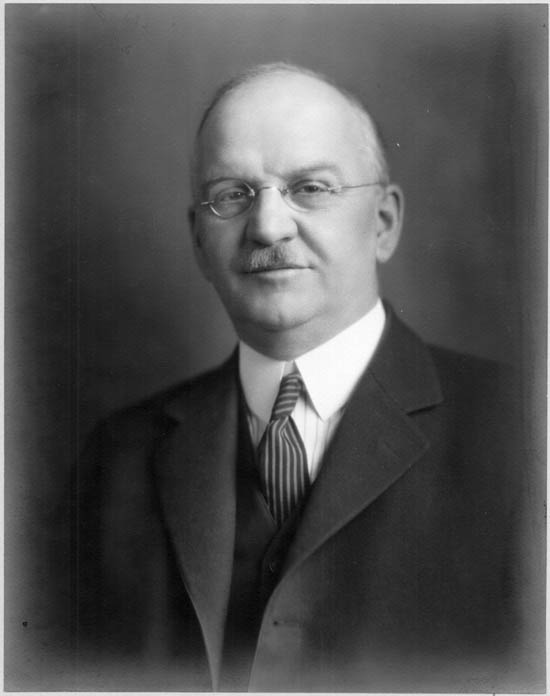
Howard Ferguson, 9e Premier ministre de l'Ontario

- Premier ministre : Howard Ferguson (Parti conservateur) (élu le 25 juin face au sortant Ernest Charles Drury (parti Unité Fermiers))
- Chef de l'Opposition: Wellington Hay (en) puis W. E. N. Sinclair (Parti libéral)
- Lieutenant-gouverneur: Henry Cockshutt (en)
- Législature: 15e (en) puis 16e (en)

## Événements

### Avril
- 23 avril : L'Orchestre symphonique de Toronto commence son premier concert.

### Juin
- 25 juin : élection générale ontarienne : le Parti conservateur de l'Ontario dirigé par Howard Ferguson remporte cette élection.

## Naissances
- 7 janvier : Hugh Kenner, professeur et critique littéraire († 24 novembre 2003).
- 4 mars : Stanley Haidasz, député fédéral de Trinity (1957-1958) et Parkdale (1962-1978) († 6 août 2009).
- 10 mars : Richard Doyle (en), journaliste et sénateur († 9 avril 2003).
- 7 avril : Aba Bayefsky (en), artiste († 5 mai 2001).
- 25 avril : Melissa Hayden, danseuse († 9 août 2006).
- 5 mai : John Black Aird (en), 23e lieutenant-gouverneur de l'Ontario († 6 mai 1995).
- 9 mai : Reuben Baetz (en), député provincial d'Ottawa-Ouest (1977-1987) († 28 octobre 1996).
- 12 mai : Pierre de Bellefeuille, député provincial de Deux-Montagnes à l'Assemblée nationale du Québec (1976-1985) († 30 septembre 2015).
- 20 mai : Frank Morris (en), joueur de football († 10 avril 2009).
- 3 août : Robert Campeau (en), financier et promoteur immobilier.
- 6 août : Paul Hellyer, député fédéral de Davenport (1949-1957) et Trinity (1958-1974).
- 1er septembre : Kenneth Thomson, homme d'affaires († 12 juin 2006).
- 21 septembre : Robert Uffen (en), géophysicien de recherche, professeur et administrateur universitaire († 18 juillet 2009).
- 11 novembre : Donald Tolmie, député fédéral de Welland (1965-1972) († 18 mars 2009).

## Décès
- 2 mars : Joseph Martin, premier ministre de la Colombie-Britannique (° 24 septembre 1852).
- 7 juin : John Best (en), député fédéral de Dufferin (1909-1921) (° 11 juillet 1861).
- 17 juillet : John Strathearn Hendrie (en), 11e lieutenant-gouverneur de l'Ontario (° 15 août 1857).
- 6 août  : Benjamin Sulte, journaliste, traducteur, essayiste (° 17 septembre 1841).
- 21 août : William Ralph Meredith, chef du Parti conservateur de l'Ontario (° 31 mars 1840).
- 2 octobre : John Wilson Bengough, caricaturiste politique (° 7 avril 1851).
- 5 décembre : William Mackenzie, entrepreneur ferroviaire (° 17 octobre 1849).